# Jean-Pierre Dufresne
 (août 2024).
Pour les articles homonymes, voir Dufresne.
Jean-Pierre Dufresne (né le 16 juin 1945 à Grenay) est un athlète français, spécialiste des courses de demi-fond. 

## Biographie
Il se classe troisième du 800 mètres lors de la Coupe d'Europe de 1967 à Kiev, derrière Manfred Matuschewski et Franz-Josef Kemper.
Il remporte trois titres de champion de France en plein air : le 800 m en 1968 et le 1 500 m en 1971 et 1972. Il devient par ailleurs champion de France en salle du 3 000 m en 1974.
Le 20 août 1967, à Dole, Jean-Pierre Dufresne améliore le record de France du 800 m que détenait Michel Jazy depuis 1959, en parcourant la distance en 1 min 46 s 8. Le 12 septembre 1968, à Douai, il porte ce record à 1 min 46 s 7.
Il participe aux Jeux olympiques de 1968 (800 m) et 1972 (1 500 m) et s'incline dès les séries.

## Palmarès

### International
| Date | Compétition                | Lieu | Résultat | Épreuve | Performance  |
| ---- | -------------------------- | ---- | -------- | ------- | ------------ |
| 1967 | Coupe d'Europe des nations | Kiev | 3e       | 800 m   | 1 min 48 s 2 |

### National
- Championnats de France d'athlétisme :
  - 800 m : vainqueur en 1968
  - 1 500 m : vainqueur en 1971 et 1972
  - 3 000 m en salle : vainqueur en 1974

## Records
| Épreuve | Performance  | Lieu  | Date              |
| ------- | ------------ | ----- | ----------------- |
| 800 m   | 1 min 46 s 7 | Douai | 12 septembre 1968 |
| 1 500 m | 3 min 38 s 8 |       | 1972              |